# Pál-völgyi-barlangrendszer
A Pál-völgyi-barlangrendszer Magyarország leghosszabb barlangja. Magyarország fokozottan védett barlangjai közül az egyik. Egyik része, a Pál-völgyi-barlang Budapest idegenforgalmi célokra kiépített egyik barlangja. A barlang felszíni védterülete, mintegy 4,7 hektár a Duna–Ipoly Nemzeti Park kezelésében van mint önálló jogszabállyal védett, országos jelentőségű természetvédelmi terület. A turisták számára kiépített hossz 500 méter.

## Látogatás
A barlangrendszer bejárata Budapest II. kerületében, a Szépvölgyi út 162. sz. alatt van, ez a 65-ös és 65A számú autóbusszal, a Kolosy térről közelíthető meg. A barlang hőmérséklete egész évben állandó, 11 °C.
A kiépített szakaszon 400 lépcsőfok található elszórva, egy részük lefelé, egy részük felfelé vezet. A legkomolyabb kihívást a nyolc emeletnyi, egybefüggő, helyenként 30 cm magas lépcsőfokokkal kialakított lépcsősor jelenti a hét méter hosszú Tyúklétrával kiegészítve. A legszűkebb szakaszon 80 cm a szélesség. 
Az egy óra hosszú alaptúrát 5 éves kor és 115 cm alatt nem lehet – a létra és a 30 cm magas lépcsőfokok miatt – végigjárni. A 800 méterre található Szemlő-hegyi-barlangot hordozó kendőben, illetve babakocsival is látogathatják a kisebbek.
A 30 fős létszám limit miatt a 10 főnél nagyobb csoportoknak érdemes telefonon előre bejelentkezniük. 
A Duna–Ipoly Nemzeti Park Igazgatóság engedélye szükséges a barlang idegenforgalom számára nem megnyitott szakaszainak a látogatásához. A Mátyás-hegyi-barlangban nincs kiépített útvonal, ezért előzetes bejelentkezéssel és vezetett barlangtúrák keretében látogatható.

## Leírás
Felső eocén mészkőben alakult ki.
Részei:
- Pálvölgyi–Mátyáshegyi-barlangrendszer
  - Pál-völgyi-barlang
  - Mátyás-hegyi-barlang
- Meta-barlang
- Moby Dick-barlang
- Harcsaszájú–Hideg-lyuk-barlangrendszer[1]
  - Harcsaszájú-barlang
  - Bagyura-barlang
  - Kis-hideg-lyuk
  - Hideglyuk-barlang
  - Gábor Áron-barlang

## Látványosságok

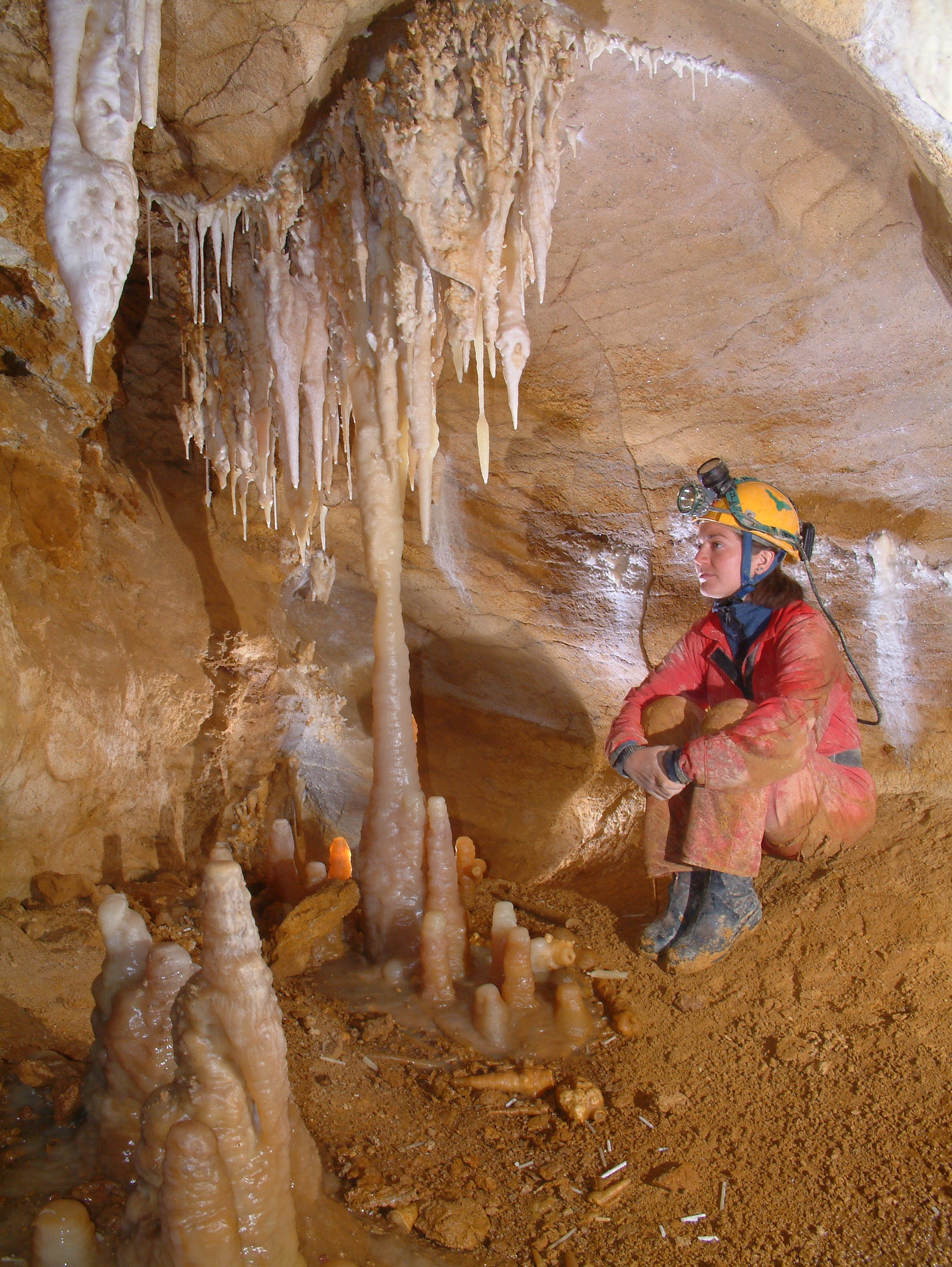
A Szomorú-fűz nevű alakzat

A barlang változatos látnivalót kínál: a jó akusztikájú Színház-teremtől a Meseország cseppkő-képződményeiig (néhányat máshonnan hoztak ide). Egyes cseppkövek állatokra emlékeztetnek, így elefántra és krokodilra. Legérdekesebb látványosságai a változatos, csillogó kalcitkristályok és kagylólenyomatok, valamint a meseszerű cseppkövek és különleges sziklaalakzatok.
Az egyik legszebb fővárosi barlang, Budapest egyik védett természeti értéke. Fokozottan védett barlang.

## Kutatástörténet
A Szépvölgyi út mentén létesített kőbányából nyíló barlangok 1902-ben keltették fel az arra járó turisták figyelmét, azonban a barlangok néhány méteres járható szakasz után sorra beszűkültek. 1904 júniusában a szájhagyomány szerint egy birka alatt beszakadt a föld a bányaudvar szélén. Az állat kimentésére odasietett a barlangfelügyelő fia, Bagyura János, aki észrevette, hogy az üregnek folytatása van. Amikor a barlangkutató turisták, köztük Jordán Károly és Scholtz Pál Kornél megtekintették az üreget, egy kis sziklabontás után sikerült a Pál-völgyi-barlang első, cseppkövekkel is díszített szakaszába bejutniuk. Az új barlang Benno Wolf figyelmét is felkeltette. 1904-ben jelent meg a Vigyázó János által írt A Pálvölgyi barlang könyv.
A kutatók 1910-ig folytatták munkájukat, és helyenként robbantás segítségével felfedezték a barlang kb. 1 km hosszú szakaszát. A barlangot (a kutatások és a barlang feltérképezése után) a Pannónia Turista Egyesület tagjai látták el elsőként lépcsőkkel, korlátokkal és áthidalásokkal. Az így járhatóvá tett szakaszt a nagyközönség szakavatott vezetők kíséretében, 1919-től, karbidlámpák fényénél tekinthette meg. Nagyot lendített a barlang látogatottságán, hogy 1927-ben Magyarországon tartották az Első Nemzetközi Barlangkutató Kongresszust. Erre az alkalomra a főváros támogatásával villanyvilágítással látták el a látogatható barlangszakaszt, biztonságosabbá és kényelmesebbé téve a barlang megtekintését.
A második világháború során óvóhelynek használták a barlangot. Ez azzal járt, hogy a barlang berendezéseiben és képződményeiben sok kár keletkezett. A háború után némileg helyrehozták a károkat, de komolyabb felújításra csak 1973-ban került sor, mikor az Országos Természetvédelmi Hivatal nagy anyagi áldozatok árán, a barlangkutatók társadalmi munkájának segítségével korszerűsítette a villanyvilágítást és az utakat a barlangban. Több évtizedes szünetelés után 1980-ban újra megindult a Pál-völgyi-barlang feltáró kutatása, amely nagyon jelentős eredményekre vezetett. Ekkor a Bekey Imre Gábor Barlangkutató Csoport két tagjának a huzat útját követve sikerült addig ismeretlen barlangrészekbe hatolniuk. Céltudatos és kitartó munkájuk eredményeképpen ezáltal a barlang ismert és felmért hossza már meghaladta a 19 kilométert.

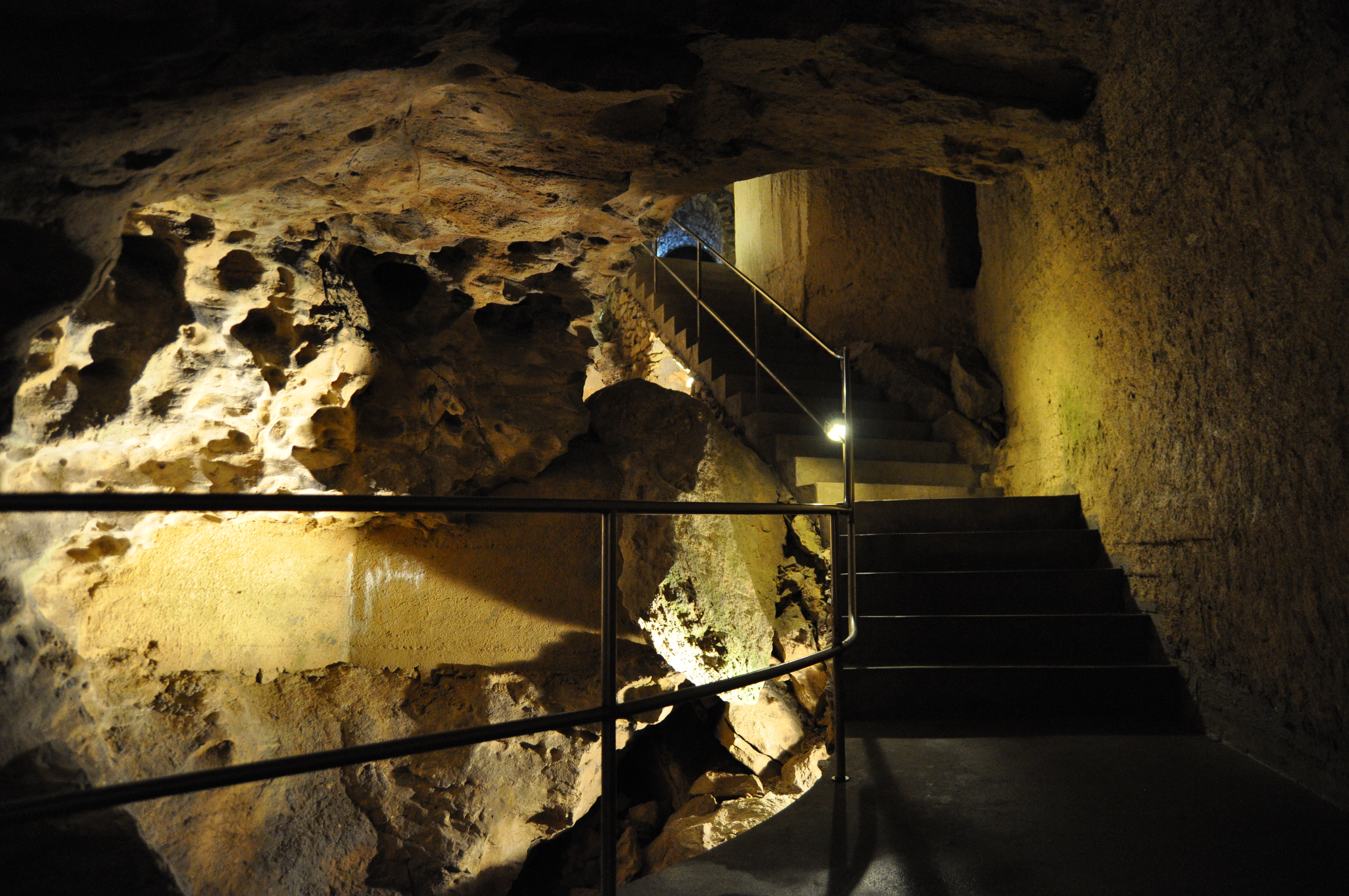
Részlet a barlangból

A Honvéd Osztyapenkó SE Bekey Imre Gábor Barlangkutató Csoportnak, a Kelenföldi Tömegsport Egyesület Acheron Barlangkutató Szakosztálynak és az Óbudai Szeszgyár Kinizsi Sportkör Barlangkutató Csoportjának 1982-ben volt kutatási engedélye a Mátyás-hegyi-barlang kutatásához. 1989-ben a Budapesten rendezett 10. Nemzetközi Barlangtani Kongresszus tiszteletére újabb szakasz és új kijárat került kiépítésre. Ezzel lehetségessé vált a turisztikai célra kiépített szakasz útvonalismétlés nélküli látogatása, és egyben a barlang befogadóképessége is nőtt. A kiépített szakasz ezzel az utolsó bővítéssel elérte az 500 méteres hosszúságot. Eközben a barlang tudományos vizsgálata is szép eredményeket hozott, így például a denevérállomány folyamatos megfigyelése, a lámpák környékén megtelepedett algafajok vizsgálata, a beszivárgó víz mennyiségének és minőségének nyomon követése.
1998. május 14-től a környezetvédelmi és területfejlesztési miniszter 13/1998. (V. 6.) KTM rendelete szerint a Duna–Ipoly Nemzeti Park Igazgatóság illetékességi területén, a Budai-hegységben található Pál-völgyi-barlang látogatók számára nem megnyitott szakaszai, a Hideg-lyuk, a Mátyás-hegyi-barlang és a Bagyura-Harcsaszájú-Kis-Hideglyuk-barlangrendszer az igazgatóság engedélyével látogathatók. 2001. május 17-től a környezetvédelmi miniszter 13/2001. (V. 9.) KöM rendeletének értelmében a Budai-hegység területén lévő Mátyás-hegyi-barlang és Pál-völgyi-barlang fokozottan védett barlangok. Egyidejűleg a fokozottan védett barlangok körének megállapításáról szóló 1/1982. (III. 15.) OKTH rendelkezés hatályát veszti.

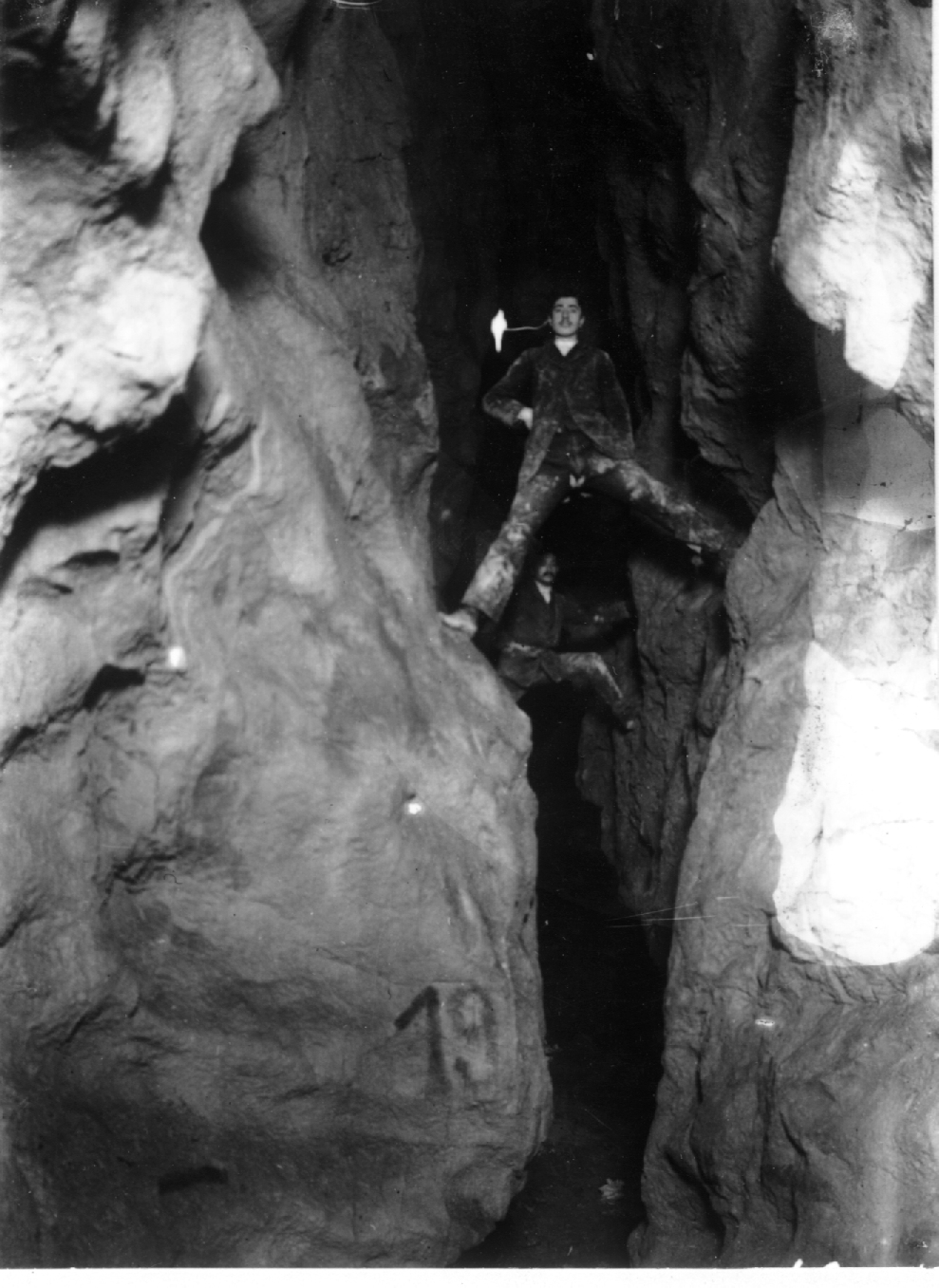
A Pál-völgyi-barlangban lévő Magas-folyosó (Bekey Imre Gábor felvétele)

A Mátyás-hegyi-barlanggal való összeköttetést 2001-ben sikerült megtalálni. Ennek a felfedezésnek a jelentősége nemcsak abban rejlik, hogy ezáltal a Pálvölgyi–Mátyáshegyi-barlangrendszer Magyarország második leghosszabb barlangja lett, hanem az újonnan felfedezett járatokban talált képződmények nagy tudományos értékük miatt hozzájárultak a barlangok keletkezésének jobb megismeréséhez.
A 2003-ban kiadott, Magyarország fokozottan védett barlangjai című könyvben az olvasható a Pálvölgyi–Mátyáshegyi-barlangrendszerről, hogy 2001. december 2. átírta fokozottan védett barlangjaink listáját is: öt évtized sok, zsákutcának bizonyuló próbálkozása után, a Bekey Imre Gábor Barlangkutató Csoport és az Acheron Barlangkutató Szakosztály együttműködésének eredményeként megvalósult a két szomszédos nagybarlang összekapcsolása. A Pál-völgyi-barlang Osztrigás-folyosóját és a Mátyás-hegyi-barlang Természetbarát-szakaszát sikerült egymással átjárhatóan összekötni. Mivel azonban ez a nagy esemény már a kézirat lezárása után történt, a barlangrendszer két barlangja itt még külön-külön van ismertetve.
A kiadványban lévő, Egri Csaba és Nyerges Attila által készített hosszúsági lista szerint a Budai-hegységben lévő és 4762-2 barlangkataszteri számú Pálvölgyi–Mátyáshegyi-barlangrendszer Magyarország 2. leghosszabb barlangja 2002-ben. A 2002-ben 18 500 m hosszú barlang 1977-ben 1200 m és 1987-ben 6415 m hosszú volt. A Budai-hegységben, a 4762-es barlangkataszteri területen lévő Bagyura–Harcsaszájú–Kishideglyuk-barlangrendszer Magyarország 57. leghosszabb barlangja 2002-ben. A 2002-ben 440 m hosszú barlang 1977-ben 225 m és 1987-ben 440 m hosszú volt. A könyvben található, Egri Csaba és Nyerges Attila által készített mélységi lista szerint a Budai-hegységben lévő és 4762-2 barlangkataszteri számú Pálvölgyi–Mátyáshegyi-barlangrendszer Magyarország 15. legmélyebb barlangja 2002-ben. A 2002-ben 124 m mély barlang 1987-ben 104 m mély volt. A könyvben publikálva lett a Pálvölgyi–Mátyáshegyi-barlangrendszer árnytérképe (Országos Barlangnyilvántartás, Bekey Imre Gábor Barlangkutató Csoport, Kárpát József és Takácsné Bolner Katalin, 1980–2001).
2005. szeptember 1-től a környezetvédelmi és vízügyi miniszter 22/2005. (VIII. 31.) KvVM rendelete szerint a Duna–Ipoly Nemzeti Park Igazgatóság működési területén, a Budai-hegységben található Pálvölgyi-Mátyáshegyi-barlangrendszer látogatók számára nem megnyitott szakaszai, a Hideg-lyuk és a Bagyura-Harcsaszájú-Kis-Hideglyuk-barlangrendszer a felügyelőség engedélyével látogathatók. 2005. szeptember 1-től a környezetvédelmi és vízügyi miniszter 23/2005. (VIII. 31.) KvVM rendelete szerint a Budai-hegységben lévő Pálvölgyi-Mátyáshegyi-barlangrendszer fokozottan védett barlang.
A 2005-ben megjelent, Magyar hegyisport és turista enciklopédia című kiadvány szerint az Acheron Barlangkutató Szakosztály egyik legjelentősebb feltárása a Pál-völgyi-barlang és a Mátyás-hegyi-barlang közötti kapcsolat felfedezése (2001), amelyet a Bekey Imre Gábor Barlangkutató Csoporttal közösen végzett. A Bekey Imre Gábor Barlangkutató Csoport célja a pál-völgyi kőfejtőnek és barlangjainak kutatása, védelme, felügyelete és népszerűsítése. A csoport legjelentősebb eredménye a Pál-völgyi-barlang új járatainak feltárása (kb. 12 km, 1980–2002) és a feltárt szakaszok tudományos feldolgozása, felmérése, illetve a Pál-völgyi-barlang és a Mátyás-hegyi-barlang összekapcsolása (2001-ben, az Acheron Barlangkutató Szakosztállyal együtt).
Kiss Attila szócikke szerint Kiss Attila által vezetve sikerült kialakítani a Pál-völgyi-barlang és a Mátyás-hegyi-barlang között régóta sejtett kapcsolatot, amelyet addig eredménytelenül kerestek. Ezzel a két barlang együttes hossza, a több ütemben végzett feltárás során 2002-re elérte a 18 600 m-t, és ezzel Magyarország második leghosszabb barlangja lett. A 18 500 m hosszú Pálvölgyi–Mátyáshegyi-barlangrendszer két fokozottan védett természeti érték 2001. évi átjárhatóságával létrehozott barlangrendszer, amely Budapesten van.

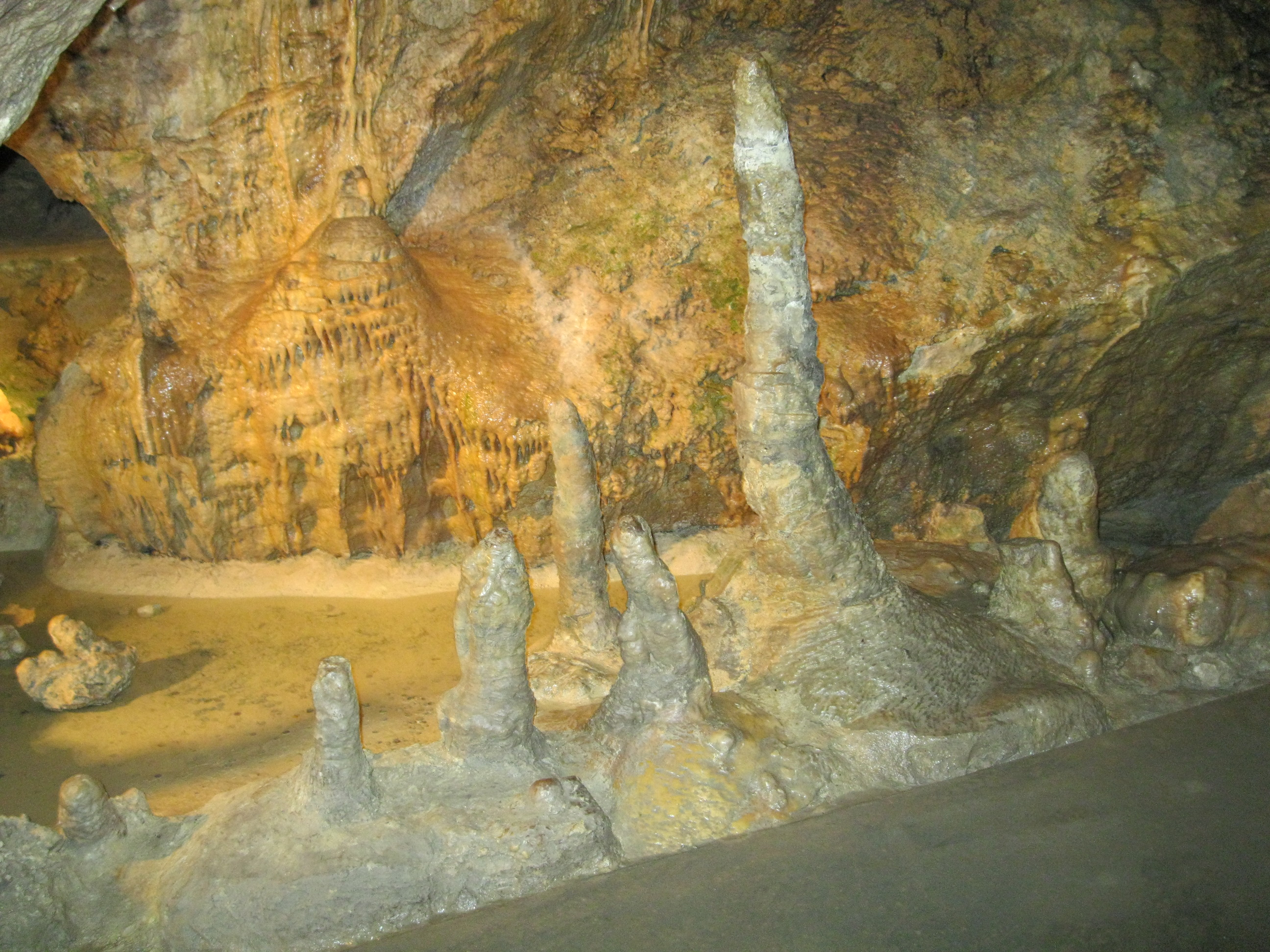
Részlet a Meseországból

A Duna–Ipoly Nemzeti Park Igazgatóság működési területén, a Budai-hegységben elhelyezkedő, 4762/45 kataszteri számú Bagyura-Harcsaszájú-Kishideglyuk-barlangrendszer és a 4762/41 kataszteri számú Hideg-lyuk, 2006. február 28-tól, a környezetvédelmi és vízügyi miniszter 8/2006. KvVM utasítása szerint, megkülönböztetett védelmet igénylő barlangok. 2007. március 8-tól a környezetvédelmi és vízügyi miniszter 3/2007. (I. 22.) KvVM rendelete szerint a Duna–Ipoly Nemzeti Park Igazgatóság működési területén lévő Budai-hegységben elhelyezkedő Pálvölgyi-Mátyáshegyi-barlangrendszer látogatók számára nem megnyitott szakaszai, a Hideg-lyuk és a Bagyura-Harcsaszájú-Kis-Hideglyuk-barlangrendszer az igazgatóság engedélyével tekinthetők meg.
Miután 2011. december 11-én megtalálták az összeköttetést a Pálvölgyi–Mátyáshegyi-barlangrendszer és a Harcsaszájú–Hideg-lyuk-barlangrendszerek között is, az így létrejött Pál-völgyi-barlangrendszer 28,6 kilométeres hosszával, megelőzve az addig leghosszabbnak ismert Baradla–Domica-barlangrendszert, Magyarország leghosszabb barlangjává lépett elő.
2013. július 19-től a vidékfejlesztési miniszter 58/2013. (VII. 11.) VM rendelete szerint a Pál-völgyi-barlangrendszer (Budai-hegység, Duna–Ipoly Nemzeti Park Igazgatóság működési területe) idegenforgalom számára nem megnyitott szakaszai az igazgatóság hozzájárulásával látogathatók. 2015. november 3-tól a földművelésügyi miniszter 66/2015. (X. 26.) FM rendelete szerint a Pál-völgyi-barlangrendszer (Budai-hegység) fokozottan védett barlang. A 2017 novemberében megjelent Földalatti Magyarország Naptár 2018 júniusi oldalán a Mátyás-hegyi-barlang egyik részlete látható. A fényképet Hegedűs András készítette. 2021. május 10-től az agrárminiszter 17/2021. (IV. 9.) AM rendelete szerint a Pál-völgyi-barlangrendszer (Budai-hegység, Duna–Ipoly Nemzeti Park Igazgatóság működési területe) idegenforgalom számára nem megnyitott szakaszai az igazgatóság engedélyével látogathatók. A 13/1998. (V. 6.) KTM rendelet egyidejűleg hatályát veszti.